# Leichtathletik-Länderkampf der Männer und Frauen 1992 Deutschland – Gemeinschaft Unabhängiger Staaten
| 2. Leichtathletik-Länderkampf mit deutscher Beteiligung 1992                          | 2. Leichtathletik-Länderkampf mit deutscher Beteiligung 1992            |
| ------------------------------------------------------------------------------------- | ----------------------------------------------------------------------- |
|                                                                                       |                                                                         |
| Ländervergleich der Männer und Frauen Deutschland – Gemeinschaft Unabhängiger Staaten |                                                                         |
| Austragungsort                                                                        | ■ Leverkusen (6. Juni) ■ Duisburg (7. Juni)                             |
| Wettbewerbe                                                                           | Männer: 19 0(6.6.: 400–0017.6.: 15) Frauen: 15 0(6.6.: 200–0017.6.: 13) |
| Datum                                                                                 | ■ 6. Juni ■ 7. Juni                                                     |
| 1. GER 2. GUS                                                                         | 187 Punkte 168 Punkte                                                   |
| 0Teilwertung Männer                                                                   | 1. GER0000106 P 2. GUS0000092 P                                         |
| 0Teilwertung Frauen                                                                   | 1. GER0000081 P 2. GUS0000075 P                                         |
| Chronik                                                                               |                                                                         |
| ← ESP-GER-AUS-FRA-GBR- 00ITA-SWE Geher (M/F)                                          | GER-GUS-GBR U22 (M/F) →                                                 |

Im zweiten Vergleich des Länderkampfjahres 1992 traten die deutschen Leichtathleten gegen die nach dem Zerfall der Sowjetunion neu gebildete Gemeinschaft Unabhängiger Staaten (GUS) an. Das Aufeinandertreffen fand in gemeinsamer Wertung für beide Geschlechter am 6. Juni mit sechs Wettbewerben in Leverkusen und 7. Juni mit 28 Wettbewerben in Duisburg statt.
Die Männer hatten bis dahin neun Länderkämpfe mit der früheren Sowjetunion ausgetragen. Außer der ersten Begegnung 1958 in Augsburg hatte die UdSSR alle weiteren Vergleiche in den Länderkämpfen mit dem allgemeinen Leichtathletikprogramm für sich entschieden. Die Bilanz der deutschen Frauen gegen diese Gegnerinnen in den ebenfalls neun bisherigen Aufeinandertreffen lautete zwei zu sieben.

## Modus
Außer im Laufbereich, im Gehen und Mehrkampf wurden bei den Männern alle olympischen Wettbewerbe ausgetragen, insgesamt neunzehn Disziplinen gab es. Anstelle der beiden Bahnlangstrecken über 5000 und 10.000 Meter stand ein Rennen über 3000 Meter auf dem Programm. So fehlten im Männerbereich aus dem olympischen Wettbewerbskatalog nur der 5000- und 10.000-Meter-Lauf, der Marathonlauf, das 20- und 50-km-Gehen sowie der Zehnkampf. Bei den Frauen wurden außer dem Siebenkampf alle fünfzehn damaligen olympischen Frauenwettbewerbe ausgetragen.
Jedes Team startete mit zwei Teilnehmern je Wettbewerb. Gewertet wurde nach dem Standardsystem für Länderkämpfe.

## Ergebnis
Bei den Männern entschied die deutsche Mannschaft sechs Läufe für sich, das GUS-Team kam hier auf drei Erfolge. Die beiden Staffeln gingen an Deutschland. Im Bereich Sprung errangen beide Länder jeweils zwei Disziplinwertungen. Nur in der Kategorie Wurf/Stoß lag die GUS mit drei zu eins Wettbewerbsgewinnen vorn. Die Teilbereichswertung verbuchte Deutschland mit 106 zu 92 Punkten für sich.
Bei den Frauen erreichte das GUS-Team im Laufbereich sechs Siege, Deutschland zwei. Beide Mannschaften gewannen je eine Staffel. Die beiden Sprünge entschieden die deutschen Leichtathletinnen für sich. In der Kategorie Wurf/Stoß gewann Deutschland zwei Wettbewerbe, das GUS-Team einen. Damit ging auch die Teilwertung der Frauen mit 81 zu 75 Punkten an Deutschland.
Den Länderkampf gewann Deutschland mit 187 Punkten. Die Gemeinschaft Unabhängiger Staaten kam als Zweiter auf 168 Punkte. Hier muss angemerkt werden, dass die aus der Quelle übernommenen Zahlen bei den Punkten für die Gemeinschaft Unabhängiger Staaten einen kleinen Rechenfehler enthalten, denn die Summe aus den angegebenen Punkten für die beiden Teilbereiche ergibt 167 und nicht 168. Für den Ausgang des Länderkampfs ist das allerdings unerheblich.

## Legende
Kurze Übersicht zur Bedeutung der Symbolik – so üblicherweise auch in sonstigen Veröffentlichungen verwendet:
| DNF | nicht im Ziel (did not finish) |
| NMH | keine Höhe (No Mark)           |
| ogV | ohne gültigen Versuch          |

## Resultate Männer

### Teilwertung
| Platz | Land        | Punkte |
| ----- | ----------- | ------ |
| 1     | Deutschland | 106    |
| 2     | GUS         | 092    |

### 100 m
| Platz | Athlet            | Land | Zeit (s) |
| ----- | ----------------- | ---- | -------- |
| 1     | Witali Sawin      | GUS  | 10,28    |
| 2     | Steffen Bringmann | GER  | 10,54    |
| 3     | Juri Jazynin      | GUS  | 10,60    |
| 4     | Steffen Görmer    | GER  | 10,62    |

Datum: 6. Juni
Wind: ±0,0 m/s

### 200 m
| Platz | Athlet           | Land | Zeit (s) |
| ----- | ---------------- | ---- | -------- |
| 1     | Alexander Lack   | GER  | 21,12    |
| 2     | Dmitri Bartenjew | GUS  | 21,30    |
| 3     | Wolfgang Haupt   | GUS  | 21,42    |
| 4     | Juri Jazynin     | GER  | 21,54    |

Datum: 7. Juni
Wind: ±0,0 m/s

### 400 m
| Platz | Athlet            | Land | Zeit (s) |
| ----- | ----------------- | ---- | -------- |
| 1     | Thomas Schönlebe  | GER  | 45,28    |
| 2     | Dmitri Golowastow | GUS  | 46,34    |
| 3     | Dmitri Kliger     | GUS  | 46,34    |
| 4     | Jens Carlowitz    | GER  | 46,50    |

Datum: 7. Juni

### 800 m
| Platz | Athlet               | Land | Zeit (min) |
| ----- | -------------------- | ---- | ---------- |
| 1     | Mark Eplinius        | GER  | 1:47,02    |
| 2     | Wladimir Graudyn     | GUS  | 1:47,20    |
| 3     | Anatoli Makarewitsch | GUS  | 1:47,24    |
| 4     | Peter Braun          | GER  | 1:47,26    |

Datum: 7. Juni

### 1500 m
| Platz | Athlet            | Land | Zeit (min) |
| ----- | ----------------- | ---- | ---------- |
| 1     | Jens-Peter Herold | GER  | 3:35,68    |
| 2     | Hauke Fuhlbrügge  | GER  | 3:36,24    |
| 3     | Andrei Loginow    | GUS  | 3:37,04    |
| 4     | Sergei Melnikow   | GUS  | 3:37,58    |

Datum: 7. Juni

### 3000 m
| Platz | Athlet           | Land | Zeit (min) |
| ----- | ---------------- | ---- | ---------- |
| 1     | Farid Khayrullin | GUS  | 7:48,47    |
| 2     | Andrei Tichonow  | GUS  | 7:48,82    |
| 3     | Carsten Eich     | GER  | 7:49,20    |
| 4     | Michael Fietz    | GER  | 7:51,36    |

Datum: 6. Juni

### 110 m Hürden
| Platz | Athlet              | Land | Zeit (s) |
| ----- | ------------------- | ---- | -------- |
| 1     | Florian Schwarthoff | GER  | 13,50    |
| 2     | Sergei Usow         | GUS  | 13,74    |
| 3     | Dietmar Koszewski   | GER  | 13,92    |
| 4     | Wladimir Schischkin | GUS  | 14,00    |

Datum: 7. Juni
Wind: ±0,0 m/s

### 400 m Hürden
| Platz | Athlet            | Land | Zeit (s) |
| ----- | ----------------- | ---- | -------- |
| 1     | Oleh Twerdochleb  | GUS  | 49,53    |
| 2     | Carsten Köhrbrück | GER  | 49,68    |
| 3     | Olaf Hense        | GER  | 49,99    |
| DNF   | Vadim Zadoinov    | GUS  |          |

Datum: 6. Juni

### 3000 m Hindernis
| Platz | Athlet          | Land | Zeit (min) |
| ----- | --------------- | ---- | ---------- |
| 1     | Steffen Brand   | GER  | 8:20,56    |
| 2     | Iwan Konowalow  | GUS  | 8:26,34    |
| 3     | Hagen Melzer    | GER  | 8:28,08    |
| 4     | Wladimir Goljas | GUS  | 8:28,66    |

Datum: 7. Juni

### 4 × 100 m Staffel
| Platz | Besetzung                               | Land                                                            | Zeit (s) |
| ----- | --------------------------------------- | --------------------------------------------------------------- | -------- |
| 1     | Deutschland                             | Steffen Görmer Steffen Bringmann Frank Emmelmann Wolfgang Haupt | 39,35    |
| 2     | Gemeinschaft 000Unabhängiger 000Staaten | Dmitri Bartenjew Oleh Kramarenko Juri Jazynin Witali Sawin      | 39,83    |

Datum: 7. Juni

### 4 × 400 m Staffel
| Platz | Besetzung                               | Land                                                             | Zeit (min) |
| ----- | --------------------------------------- | ---------------------------------------------------------------- | ---------- |
| 1     | Deutschland                             | Klaus Just Kai Karsten Florian Hennig Rico Lieder                | 3:04,75    |
| 2     | Gemeinschaft 000Unabhängiger 000Staaten | Wladimir Popow Dmitri Kliger Alexander Bagajew Dmitri Golowastow | 3:04,81    |

Datum: 7. Juni

### Hochsprung
| Platz | Athlet             | Land | Höhe (m) |
| ----- | ------------------ | ---- | -------- |
| 1     | Wolf-Hendrik Beyer | GER  | 2,31     |
| 2     | Alexei Sergjenko   | GUS  | 2,24     |
| 3     | Ralf Sonn          | GER  | 2,24     |
| 4     | Alexei Jemelin     | GUS  | 2,15     |

Datum: 7. Juni

### Stabhochsprung
| Platz | Athlet            | Land | Höhe (m) |  |
| ----- | ----------------- | ---- | -------- |  |
| 1     | Igor Potapowitsch | GUS  | 5,70     |  |
| 2     | Stefan Diebler    | GER  | 5,30     |  |
| 3     | Kai Atzbacher     | GUS  | 5,20     |  |
| NMH   | Grigori Jegorow   | GER  | ogV      |  |

Datum: 7. Juni

### Weitsprung
| Platz | Athlet            | Land | Weite (m) |
| ----- | ----------------- | ---- | --------- |
| 1     | Dmitri Bagrjanow  | GUS  | 7,99      |
| 2     | Dietmar Haaf      | GER  | 7,95      |
| 3     | Konstantin Krause | GER  | 7,86      |
| 4     | Robert Emmijan    | GUS  | 7,68      |

Datum: 7. Juni

### Dreisprung
| Platz | Athlet          | Land | Weite (m) |
| ----- | --------------- | ---- | --------- |
| 1     | Ralf Jaros      | GER  | 17,17     |
| 2     | Oleg Grochowski | GUS  | 16,96     |
| 3     | Oleg Sakirkin   | GUS  | 16,13     |
| 4     | Wolfgang Knabe  | GER  | 16,11     |

Datum: 7. Juni

### Kugelstoßen
| Platz | Athlet             | Land | Weite (m) |
| ----- | ------------------ | ---- | --------- |
| 1     | Wjatscheslaw Lycho | GUS  | 20,64     |
| 2     | Ulf Timmermann     | GER  | 20,51     |
| 3     | Sergei Nikolajew   | GUS  | 19,79     |
| 4     | Udo Beyer          | GER  | 19,17     |

Datum: 7. Juni

### Diskuswurf
| Platz | Athlet          | Land | Weite (m) |
| ----- | --------------- | ---- | --------- |
| 1     | Lars Riedel     | GER  | 65,64     |
| 2     | Jürgen Schult   | GER  | 64,16     |
| 3     | Andrei Kusjanin | GUS  | 61,78     |
| 4     | Sergei Ljachow  | GUS  | 59,30     |

Datum: 7. Juni

### Hammerwurf
| Platz | Athlet            | Land | Weite (m) |
| ----- | ----------------- | ---- | --------- |
| 1     | Wassili Sidorenko | GUS  | 80,64     |
| 2     | Heinz Weis        | GER  | 80,46     |
| 3     | Christoph Sahner  | GER  | 74,86     |

Datum: 6. Juni
Ein zweiter Vertreter für die Gemeinschaft Unabhängiger Staaten ist nicht angegeben.

### Speerwurf
| Platz | Athlet          | Land | Weite (m) |
| ----- | --------------- | ---- | --------- |
| 1     | Dmitri Paliunin | GUS  | 83,80     |
| 2     | Viktor Zaysev   | GUS  | 76,18     |
| 3     | Volker Hadwich  | GER  | 75,36     |
| 4     | Raymond Hecht   | GER  | 71,88     |

Datum: 6. Juni

## Resultate Frauen

### Teilwertung
| Platz | Land        | Punkte |
| ----- | ----------- | ------ |
| 1     | Deutschland | 81     |
| 2     | GUS         | 75     |

### 100 m
| Platz | Athletin              | Land | Zeit (s) |
| ----- | --------------------- | ---- | -------- |
| 1     | Marina Trandenkowa    | GUS  | 11,15    |
| 2     | Silke-Beate Knoll     | GER  | 11,39    |
| 3     | Schanna Tarnopolskaja | GUS  | 11,45    |
| 4     | Andrea Philipp        | GER  | 11,77    |

Datum: 7. Juni
Wind: −0,2 m/s

### 200 m
| Platz | Athletin           | Land | Zeit (s) |
| ----- | ------------------ | ---- | -------- |
| 1     | Silke-Beate Knoll  | GER  | 22,51    |
| 2     | Oxana Stepitschewa | GUS  | 22,73    |
| 3     | Jelena Winogradowa | GUS  | 22,91    |
| 4     | Sabine Günther     | GER  | 23,05    |

Datum: 7. Juni
Wind: ±0,0 m/s

### 400 m
| Platz | Athletin          | Land | Zeit (s) |
| ----- | ----------------- | ---- | -------- |
| 1     | Olga Nasarowa     | GUS  | 50,34    |
| 2     | Anja Rücker       | GER  | 51,82    |
| 3     | Uta Rohländer     | GER  | 52,06    |
| 4     | Jelena Goleschewa | GUS  | 52,34    |

Datum: 7. Juni

### 800 m
| Platz | Athletin          | Land | Zeit (min) |
| ----- | ----------------- | ---- | ---------- |
| 1     | Ljubow Gurina     | GUS  | 1:59,76    |
| 2     | Sigrun Grau       | GER  | 2:00,76    |
| 3     | Christine Wachtel | GER  | 2:00,86    |
| 4     | Jelena Sawadskaja | GUS  | 2:02,30    |

Datum: 7. Juni

### 1500 m
| Platz | Athletin           | Land | Zeit (min) |
| ----- | ------------------ | ---- | ---------- |
| 1     | Olga Neljubowa     | GUS  | 4:07,92    |
| 2     | Tetjana Dorowskych | GUS  | 4:08,64    |
| 3     | Ingrid Hering      | GER  | 4:12,46    |
| DNF   | Ellen Kießling     | GER  |            |

Datum: 7. Juni

### 3000 m
| Platz | Athletin            | Land | Zeit (min) |
| ----- | ------------------- | ---- | ---------- |
| 1     | Jjubow Kremlewa     | GUS  | 8:56,13    |
| 2     | Claudia Borgschulze | GER  | 8:56,71    |
| 3     | Kathrin Ullrich     | GER  | 8:58,93    |
| 4     | Elena Viazowa       | GUS  | 9:00,33    |

Datum: 6. Juni

### 100 m Hürden
| Platz | Athletin            | Land | Zeit (s) |
| ----- | ------------------- | ---- | -------- |
| 1     | Natalija Hryhorjewa | GUS  | 13,15    |
| 2     | Kristin Patzwahl    | GER  | 13,25    |
| 3     | Gabi Roth           | GER  | 13,33    |
| 4     | Janna Gurbanowa     | GUS  | 13,99    |

Datum: 7. Juni
Wind: −1,0 m/s

### 400 m Hürden
| Platz | Athletin              | Land | Zeit (s) |
| ----- | --------------------- | ---- | -------- |
| 1     | Silvia Rieger         | GER  | 55,10    |
| 2     | Heike Meißner         | GER  | 55,40    |
| 3     | Tatjana Kuroschkina   | GUS  | 55,41    |
| DNF   | Tamara Kuprianowitsch | GUS  |          |

Datum: 6. Juni

### 4 × 100 m Staffel
| Platz | Besetzung                               | Land                                                                                  | Zeit (s) |
| ----- | --------------------------------------- | ------------------------------------------------------------------------------------- | -------- |
| 1     | Gemeinschaft 000Unabhängiger 000Staaten | Nadeschda Roschtschupkina Schanna Tarnopolskaja Oxana Stepitschewa Marina Trandenkowa | 43,04    |
| 2     | Deutschland                             | Andrea Philipp Silke-Beate Knoll Andrea Thomas Sabine Günther                         | 43,24    |

Datum: 7. Juni

### 4 × 400 m Staffel
| Platz | Besetzung                               | Land                                                                | Zeit (min) |
| ----- | --------------------------------------- | ------------------------------------------------------------------- | ---------- |
| 1     | Deutschland                             | Helga Arendt Annett Hesselbarth Manuela Derr Grit Breuer            | 3:28,14    |
| 2     | Gemeinschaft 000Unabhängiger 000Staaten | Wera Ordina Jelena Goleschewa Tatjana Kurotschkina Marina Schmonina | 3:28,36    |

Datum: 7. Juni

### Hochsprung
| Platz | Athletin         | Land | Höhe (m) |
| ----- | ---------------- | ---- | -------- |
| 1     | Heike Henkel     | GER  | 2,02     |
| 2     | Inha Babakowa    | GUS  | 1,95     |
| 3     | Marion Goldkamp  | GER  | 1,88     |
| 4     | Jelena Jelessina | GUS  | 1,88     |

Datum: 7. Juni

### Weitsprung
| Platz | Athletin            | Land | Weite (m) |
| ----- | ------------------- | ---- | --------- |
| 1     | Heike Drechsler     | GER  | 7,04      |
| 2     | Jelena Sintschukowa | GUS  | 7,04      |
| 3     | Susen Tiedtke       | GER  | 6,64      |
| 4     | Olena Chlopotnowa   | GUS  | 6,53      |

Datum: 7. Juni

### Kugelstoßen
| Platz | Athletin                | Land | Weite (m) |
| ----- | ----------------------- | ---- | --------- |
| 1     | Stephanie Storp         | GER  | 19,59     |
| 2     | Kathrin Neimke          | GER  | 19,51     |
| 3     | Swetlana Kriweljowa     | GUS  | 19,28     |
| 4     | Tatjana Tschortschulewa | GUS  | 18,64     |

Datum: 7. Juni

### Diskuswurf
| Platz | Athletin               | Land | Weite (m) |
| ----- | ---------------------- | ---- | --------- |
| 1     | Ilke Wyludda           | GER  | 66,94     |
| 2     | Iryna Jattschanka      | GUS  | 66,26     |
| 3     | Laryssa Mychaltschenko | GUS  | 62,84     |
| 4     | Martina Hellmann       | GER  | 60,42     |

Datum: 7. Juni

### Speerwurf
| Platz | Athletin             | Land | Weite (m) |
| ----- | -------------------- | ---- | --------- |
| 1     | Natallja Schykalenka | GUS  | 68,50     |
| 2     | Silke Renk           | GER  | 63,68     |
| 3     | Petra Meier          | GER  | 62,88     |
| 4     | Natalia Tschernjenko | GUS  | 61,60     |

Datum: 7. Juni